# HMS Hyderabad (K212)
HMS Hyderabad (K212) je bila korveta razreda flower Kraljeve vojne mornarice, ki je bila operativna med drugo svetovno vojno.

## Zgodovina
Predhodno ime korvete je bilo HMS Nettle (K212). 1. januarja 1948 so ladjo prodali in jo še oktobra istega leta razrezali v Portaferryju.